# Philippe Leleu
Philippe Leleu es un exciclista profesional francés nacido en Lamballe el 28 de marzo de 1958, que fue profesional de 1981 a 1989.

## Palmarés
| 1982 - 1 etapa del Tour de Limousin - 1 etapa del Tour del Porvenir 1983 - 1 etapa del Tour de Francia - 1 etapa del Tour d'Armorique 1984 - 1 etapa del Tour d'Armorique 1985 - 1 etapa del Tour d'Armorique - 1 etapa de los Cuatro Días de Dunkerque | 1986 - 1 etapa del Tour d'Armorique 1988 - 1 etapa del Tour d'Armorique 1989 - 1 etapa de la Ruta del Sur |

## Resultados en Grandes Vueltas y Campeonatos del Mundo
Durante su carrera deportiva consiguió los siguientes puestos en las Grandes Vueltas y en los Campeonatos del Mundo en carretera:
| Carrera         | 1981 | 1982 | 1983 | 1984 | 1985 | 1986 | 1987 | 1988 | 1989 |
| --------------- | ---- | ---- | ---- | ---- | ---- | ---- | ---- | ---- | ---- |
| Giro de Italia  | -    | -    | -    | -    | -    | -    | -    | -    | -    |
| Tour de Francia | -    | -    | 41.º | Ab.  | -    | 97.º | -    | 65.º | 90.º |
| Vuelta a España | -    | 43.º | -    | -    | -    | -    | -    | -    | -    |
| Mundial en ruta | -    | -    | -    | -    | -    | -    | -    | -    | -    |

-: No participa

Ab.: Abandono